# Antonello Riva
Antonello Riva (Lecco, 28 febbraio 1962) è un ex cestista e dirigente sportivo italiano.
È stato uno dei più grandi campioni della pallacanestro italiana: detiene ancora oggi il record di punti segnati nel campionato di Serie A e in Nazionale, con la quale ha conquistato l'oro ai campionati europei del 1983. È stato un giocatore solido, resistente, determinato e, soprattutto era un tiratore estremamente preciso e prolifico. Soprannominato Nembo Kid, occupava il ruolo di guardia tiratrice e, talvolta, di ala piccola.

## Caratteristiche tecniche
Dotato di una massiccia struttura fisica che gli valse il soprannome di Nembo Kid, disponeva di mezzi atletici di spessore. Fu un eccellente tiratore, mortifero soprattutto in uscita dai blocchi grazie alla sua tecnica e alla sua rapidità.

## Carriera

### Club
Cresciuto a Rovagnate, la società ARS Associazione Rovagnate Sport lo avviò alla pallacanestro. Esordì in prima divisione FIP nel 1975 con ARS, società che vinse il campionato di prima divisione grazie anche all'apporto di Riva, in campo nonostante la giovanissima età.
All'età di 14 anni fu acquistato alla Pallacanestro Cantù. Debuttò in Serie A1 a soli 16 anni nel corso della stagione 1977-78, quando il coach dell'epoca Arnaldo Taurisano decise di promuoverlo in prima squadra. Il successore di Taurisano sulla panchina canturina, Valerio Bianchini, decise di puntare forte su di lui tanto da creargli spazio andando a tagliare l'ala Terry Stotts per ingaggiare il lungo Tom Boswell durante l'annata 1980-81 (fu la prima volta in cui un giocatore straniero veniva tagliato a Cantù). I brianzoli chiusero quella stagione con la conquista del terzo scudetto della loro storia, il primo e unico della carriera di Riva. Il 25 marzo 1982 la Squibb – questo lo sponsor di allora – salì per la prima volta sul tetto d'Europa battendo il Maccabi Tel Aviv per 86-80 nella finale di Coppa dei Campioni giocata a Colonia, partita in cui Riva contribuì con 16 punti. L'anno successivo la Ford Cantù bissò il titolo europeo nella finale tutta lombarda contro la Billy Milano, vinta 69-68 a Grenoble grazie anche ai 18 punti di Riva, miglior marcatore dei suoi insieme a Wallace Bryant.
Nel febbraio 1985, durante la trasferta di Reggio Emilia, fu vittima di un grave infortunio al ginocchio che rischiò di compromettere la sua carriera.

Riva alla Philips Milano

Nell'estate 1989 Riva, che era reduce da una stagione da 31,2 punti di media a partita, venne ceduto da Cantù ai rivali dell'Olimpia Milano per una cifra record che venne quantificata dalla stampa in 8 miliardi di lire. Al tempo stesso, la dirigenza delle Scarpette Rosse cedette la guardia titolare Roberto Premier alla Virtus Roma. Nel capoluogo lombardo, Riva rimase per cinque stagioni, durante le quali viaggiò a 23,1 punti di media. A livello di squadra, in quegli anni Milano raggiunse una finale scudetto nel 1991 (persa 3-2 contro la Juvecaserta), una finale di Coppa Italia sempre nel 1991 (persa contro Verona) e conquistò la Coppa Korać 1992-1993 grazie al doppio successo su Roma.
In vista della stagione 1994-95 diventò la nuova guardia della Scavolini Pesaro, squadra che aveva appena perso la sua stella Carlton Myers. Riva vestì i colori dei marchigiani per due stagioni, nelle quali realizzò mediamente 16,4 punti a gara.
Nel 1996, a 34 anni, scese in Serie A2 accettando l'offerta di Gorizia. Al termine del secondo e ultimo anno di Riva in terra giuliana, la squadra centrò la promozione in Serie A1. Egli contribuì con 15,3 punti di media in regular season e 13 di media nelle sette gare play-off disputate.
A nove anni di distanza da quando aveva lasciato la Pallacanestro Cantù, nell'estate 1998 tornò ad essere un giocatore del club brianzolo. Il 9 aprile 2000, in occasione della trasferta di Reggio Emilia, strappò ad Oscar Schmidt il record di punti totali segnati in Serie A, allora fissato a quota 13 957. La sua seconda parentesi canturina, durata quattro stagioni, si chiuse nel 2001-02 quando i biancoblu vennero eliminati dalla Fortitudo Bologna per 3-2 nelle semifinali scudetto. Essa fu anche l'ultima delle sue 25 annate trascorse in Serie A, durante le quali totalizzò complessivamente 14 397 punti.
Riva scese poi in Serie B d'Eccellenza nell'agosto 2002, quando approdò alla Virtus Rieti con cui ebbe l'opportunità di giocare al fianco del figlio Ivan, ala nata nel 1983. A fine stagione, il club laziale – alla cui guida c'era Tonino Zorzi – uscì ai quarti di finale dei play-off contro Vigevano. L'anno seguente, con la società che nel frattempo cambiò proprietà e denominazione in Nuova A.M.G. Sebastiani, gli amarantoceleste conquistarono sia la Coppa Italia di Serie B che la promozione in Legadue, quest'ultima ottenuta il 12 giugno 2004 alla fine di un tabellone play-off in cui capitan Riva giocò convivendo con alcuni problemi fisici. Iniziò da giocatore di Rieti anche il campionato di Legadue 2004-2005 ma, dopo aver giocato sette partite e non essere entrato all'ottava giornata, nel novembre 2004 annunciò a sorpresa a stagione in corso il proprio ritiro dal basket giocato all'età di 42 anni.
In contemporanea al ritiro da giocatore, divenne general manager dello stesso club reatino, ruolo che mantenne fino al 2008. Tra il 2008 e il 2010 fu general manager del Veroli Basket in Legadue, poi per un anno venne assunto dalla Juvecaserta in Serie A sempre con il medesimo incarico, sostituendo Claudio Coldebella. Nel 2011-12 fu il DS della Virtus Roma, mentre nel 2013-14 ricoprì lo stesso ruolo a Barcellona Pozzo di Gotto, in Divisione Nazionale A Gold.
Nel 2014-15, a 52 anni, tornò in campo disputando alcune partite del campionato di Promozione con la maglia del Leopandrillo Cantù.

### Nazionale

Riva durante gli Europei 1991

In azzurro, Riva fu tra i dodici convocati del CT Sandro Gamba che vinsero la medaglia d'oro agli Europei 1983. Otto anni più tardi vinse invece la medaglia d'argento agli Europei 1991, competizione in cui partecipò anche nel 1987 e 1989. Oltre a ciò, nel 1984 venne convocato per le Olimpiadi di Los Angeles, mentre nel 1986 e nel 1990 prese parte ai Mondiali.
Con la nazionale maggiore scese in campo 206 volte in totale – nono posto assoluto nella classifica di presenze – realizzando complessivamente 3 784 punti. Esso è tuttora il record di punti segnati in maglia azzurra, 925 in più rispetto al secondo in classifica, Dino Meneghin. Inoltre, nella classifica dei migliori marcatori delle singole partite, Riva non solo è in testa avendo realizzato 46 punti contro la Svizzera a Forlì il 29 ottobre 1987, ma il suo nome compare quattro volte nelle prime dieci posizioni.
Il 2 agosto 2008 divenne campione d'Europa con la nazionale azzurra Over-45 allenata da Alberto Bucci.

## Palmarès

### Club

#### Competizioni nazionali
- Campionato italiano: 1

Pall. Cantù: 1980-1981
- Coppa Italia di Serie B: 1

Nuova Sebastiani Rieti: 2004

#### Competizioni internazionali
- Coppa delle Coppe: 3

Pall. Cantù: 1977-78, 1978-79, 1980-81
- Coppa dei Campioni: 2

Pall. Cantù: 1981-82, 1982-83
- Coppa Intercontinentale: 1

Pall. Cantù: 1982
- Coppa Korać: 1

Olimpia Milano: 1992-93

### Nazionale
- Oro al Campionato europeo 1983
- Argento al Campionato europeo 1991